# Капустка (хоровод)
Капустка (Завивать капусту, Капустку завивать, Капусткой завиваться, Капусту заплетать, В капусту играть, Кочан завивать, Кочешок, Венок завивать) — 
хороводная игра, основанная на переплетании игроков руками, закручивании в круг. Игру завивали под устойчивый текст. Её исполняли как во время святочных, так и во время летних гуляний.
Капустка была одним из самых распространённых игровых хороводов. Существовали разные варианты.

## Описание
В Вятской губернии играющие становятся в круг, который в одном месте разрывается и последняя пара поднимает вверх соединённые руки, под которыми продят все участники, затем соседняя пара поднимает руки, под которыми проходят оставшиеся игроки. И так до тех пор, пока все играющие не будут с поднятыми руками, изображая свернувшийся кочан капусты. Затем «капустка» развивается в обратном порядке. Во время игры поётся песня:

Сею, вею я капустоньку,

Завиваю я белой кочешок.

— Вейся ты, вейся, вилая!

Как же мне, капустке, не виться,

Белой, вилой не ломиться?

Вечор на капустку

Выпал мелкий дождик,

Частенек, маленек,

Весной холоденек;

Сливной поливает,

Капусткуломает.

Поливаю я белой кочешок.

Вейся ты, вейся, капустка,

Вейся ты, вейся, вилая!

(Двиницкая вол.)
В ином варианте участники, став цепочкой и взывшись за руки, закручивались вокруг одного «кочня» («стебелька»). Получалась спираль из тесно стоящих игроков.
Чаще же делали иначе. Участники становились цепочкой, держась за руки. Первый игрок проводил всю цепочку под поднятыми руками последних двух игроков. Когда все проходили, предпоследний игрок, увлекаемый впереди идущим партнёром, поворачивался к последнему игроку спиной так, чтобы на его левом плече оказалась его рука вместе с левой рукой последнего в цепочке игрока. Затем вся цепочка проходила под руками следующих от конца игроков и так до тех пор, пока все игроки не «заплетались».
Существовал ещё один способ «завивания». Перед игрой все участники, кроме одного парня («стебелька»), разбивались на пары и становились в круг. При этом девушка клали правую руку на левое плечо парня, а левой с переди брали его за правую руку. Парень же клал левую руку на правое плечо девушки. Когда таким образом заплетались все пары, две пары, стоявшие в кругу друг напротив друга, выходили в середину круга и начинали его обходить изнутри, стараясь держаться на одной линии друг с другом и  «стебельком», стоявшим в центре. При этом пелась песня:

Вейся ты, вейся, капустка,

Вейся-ко ты, милая,

Вейся-ко ты, завивайся!
Обойдя круг, пары становились на свои места, а их заменяли лругие, стоявшиея рядом. Когда все пары заканчивали обход, начинали петь:

Вейся ты, вейся, капустка,

Вейся-ко, развивайся,

Один стебелёк оставайся!
Все разбегались и рассаживались по лавкам, а парень-стебелёк, оставшийся посредине комнаты, заводил следующую игру.
В Курской губернии в «Капустку» играли на Арину Рассадницу 5 (18) мая. Играющие выстраивались в несомкнутую цепь и проходили через «ворота», образованные двумя последними игроками под песню:

Вейся, вейся капустка,

Завивайся, милая.

Ужо ли, ужо ли завилася?

Я тебя прождалася

У попа но [о]городе,

У гречишной соломы.
После прохождения через «ворота» игроками создавалась цепь узлов, держа друг друга за руки, и двое игроков, изображавших ворота, начинали снимать «кочаны» — шапки и платки. Владельцы головных уборов бегали за ними, чтобы забрать снятое.
Весной девушки «завивали капусту» в обрядовых хороводах, повторяя в узоре хоровода «виток за витком, чтобы остаться осенью с вилком». Так же как весной в обрядах «засевания матери-земли» девушки символически «завивали «капустку», так осенью добрые молодцы «завивали «бел-хмель» вокруг девушек «тычинушек».
В середине XIX века «завивать капусту», наряду с горелками, «ручейком» и «казаками» были наиболее популярными играми среди русских горожан.